# Maison de Thalie
La maison de Thalie est une domus édifiée au IIe siècle sur l'actuelle commune de Sainte-Colombe dans le département du Rhône.

## Historique
Découverte lors des fouilles d'avril 2017 à janvier 2018, menées en préalable à la construction d'immeubles et de parkings sur une parcelle de 7 000 m2, cette villa s'étend sur 1 200 m2.

## Description
L'Œcus, pièce principale, est décorée d'un sol en marqueterie de marbre (opus sectile) de différentes couleurs, vert, violet, rose, noir et blanc provenant de tout le pourtour méditerranéen. Trois des pièces de cette demeure comportant des mosaïques de style géométrique complexe ouvrent sur un des jardins. Une pièce plus petite de 16 m2 comporte une mosaïque dont le motif est l'étoile. Son centre est garni par un décor de forme octogonale représentant l’enlèvement de Thalie les fesses dénudées, tenant un masque dans une mains et un thyrse dans l'autre, par un satyre ithyphallique.
Cette demeure est dotée d'un système lui assurant l'eau courante et d'un chauffage par hypocauste parfaitement conservé. Le plombier ayant réalisé l'installation, Caprinus Temar, a laissé son nom sur les canalisations.